# Ретен
Ретенът (1-метил-7-изопропилфенантрен) е химично съединение с формула C18H18.
Среща се в разлагащата се борова дървесина и в торфените отлагания. Разтваря се в бензен, въглероден дисулфид и други. Съществуват както естествени, така и синтетични методи за получаването му.